# Cretoglaphyrus calvescens
Cretoglaphyrus calvescens är en skalbaggsart som beskrevs av Nikolajev 2005. Cretoglaphyrus calvescens ingår i släktet Cretoglaphyrus och familjen Glaphyridae. Inga underarter finns listade i Catalogue of Life.